# Coronarctus laubieri
Espèce
Coronarctus laubieri est une espèce de tardigrades de la famille des Coronarctidae. 

## Distribution
Cette espèce se rencontre dans l'océan Atlantique dans le golfe de Gascogne et le golfe du Mexique entre 625 et 4 190 m de profondeur.

## Étymologie
Cette espèce est nommée en l'honneur de Lucien Laubier.

## Publication originale
- Renaud-Mornant, 1987 : Bathyal and abyssal Coronarctidae (Tardigrada), descriptions of new species and phylogenetical significance. Biology of Tardigrades. Collana U.Z.I. Selected Symposia and Monographs, no 1, p. 93–101.